# Kaltwasserkrankheit

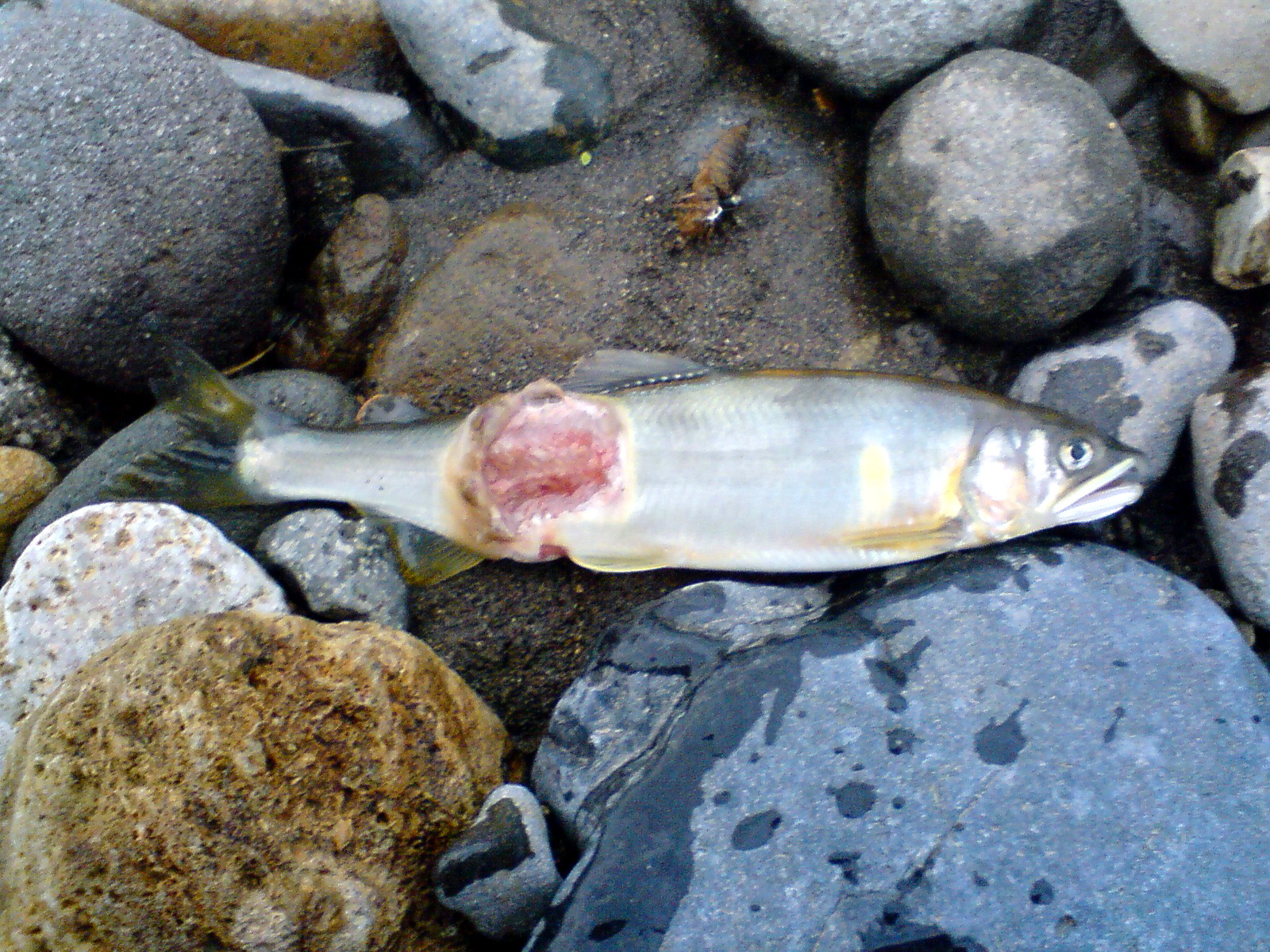
Ayu mit CWD

Die Kaltwasserkrankheit (engl. Cold Water Disease, abgekürzt als CWD) ist eine bei allen Spezies der Lachsfische weltweit auftretende Krankheit, einhergehend mit Septikämie, ausgedehnten Läsionen der Haut, Nekrosen oder Geschwüren.
In kommerziell betriebenen Nutzfischzuchten oder Teichwirtschaften, im Besonderen denen der Regenbogenforelle (Oncorhynchus mykiss) und des Silberlachs (Oncorhynchus kisutch), gilt die Kaltwasserkrankheit als eine der häufigsten und verlustreichsten Erkrankungen. Hervorgerufen wird die Kaltwasserkrankheit durch eine bakterielle Mischinfektion der beiden Bakterienarten Flavobacterium psychrophilum und Flavobacterium branchiophilum. Bei den Forellen gilt Flavobacterium psychrophilum als Hauptverursacher.

## Epidemiologie
Die Krankheit wurde bei Setzlingen der Regenbogenforelle erstmals im Jahre 1947 in den USA festgestellt. Seitdem ist die Kaltwasserkrankheit ein weitverbreitetes Problem innerhalb von in Aquakultur gehälterten Salmonidenvertretern. In Europa wurde sie zunehmend seit den achtziger Jahren beobachtet (Bernadet & Kerouault, 1989). Zu einem Ausbruch der Krankheit kommt es nur innerhalb eines Temperaturbereiches zwischen 4 und 12 °C. Die septikämische Form findet sich ausschließlich bei Jungfischen und Mortalitätsraten von weit über 50 % sind keine Seltenheit. Eine Übertragung der Krankheit findet sowohl horizontal als auch vertikal statt. Weibliche Fische übertragen die Krankheit überwiegend vertikal, Männchen überwiegend horizontal. Weitere Übertragungen sind über das Ei möglich und nachgewiesen.

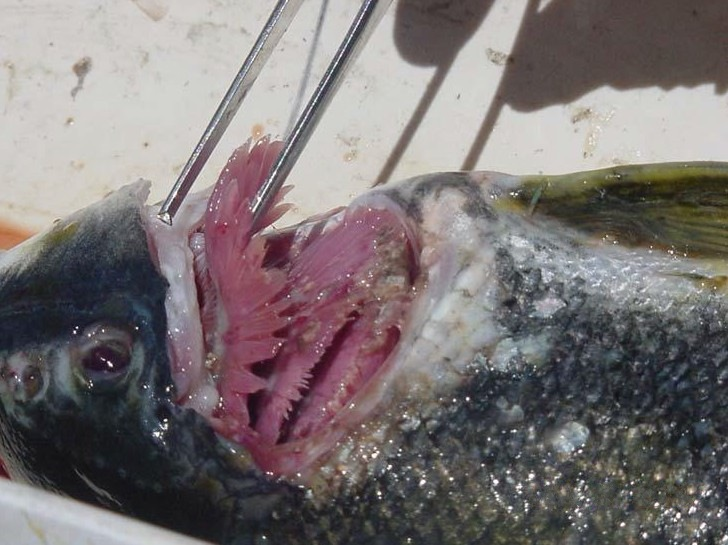
Kiemen mit Flavobacterium-Befall

## Klinisches Bild
Die Kaltwasserkrankheit ist typisch für Nekrosen der Haut und Muskulatur an den Schwanz- und paarigen Flossen der betroffenen Fische. Nach einer Proliferationsphase der Epidermis kommt es zu ausgedehnten und massiven Nekrosen, die bis zum vollständigen Verlust der Flossen führen können. Im Randbereich dieser nekrotisch veränderten Hautoberfläche, lassen sich ausgeprägte, stark blutende Höfe feststellen, die im Endstadium zu massivem Gewebsverlust führen.
Spätfolgen sind, bei überlebenden Fischen der akuten Krankheitsphase, Skelettdeformationen sowie zentralnervöse Erscheinungen mit entzündlichen Veränderungen im Bereich des Schädelskeletts. Bakterien werden während des Krankheitsverlaufes in fast allen inneren Organen vorgefunden. Die Milz wird durch die explosionsartige Vermehrung der Bakterien stark in Mitleidenschaft gezogen und vergrößert sich. In der Folge kommt es zu einer Perforation mit anschließender Zersetzung der Bauchwand und Exposition des Organs.
Die septikämische Form tritt nur bei Jungfischen auf und äußert sich durch Anämie und Glotzaugen (Exophthalmus), während bei adulten Tieren überwiegend krankhafte Veränderungen des Schwanzstiels und der paarigen Flossen beobachtet werden.
Körperteile an denen die Krankheit auftritt:
- Rückenflosse (Columnariskrankheit, Saddleback Disease)
- Brustflosse (Flossenfäule)
- Schwanzflosse (Schwanzfäule, Peduncle Disease)
- Kiemen (Kiemenfäule)

## Ursachen
Auslöser der Kaltwasserkrankheit sind immundepressive Faktoren die durch Stress ausgelöst werden wie, schlechte Umweltbedingungen, schlechte Bewirtschaftung und hoher Keimdruck durch Überbesatz.

## Nachweis
Die Bakterien lassen sich mittels einer Anzucht aus veränderten Partien auf Cytophaga-Agar nachweisen. Nach 72 Stunden bilden sich unter 20 °C Bruttemperatur gelb pigmentierte, flache Kolonien. Eine Charakterisierung wird mit Alloantiseren durchgeführt.